# Nesapterus solitarius
Nesapterus solitarius är en skalbaggsart som beskrevs av Sharp 1908. Nesapterus solitarius ingår i släktet Nesapterus och familjen glansbaggar. Inga underarter finns listade i Catalogue of Life.